# Duma Key
Duma key är en skräckroman från 2008 av Stephen King. Den gavs ut i svensk översättning 2009.

## Handling
Edgar Freemantle, en mycket rik och ambitiös chef inom byggnadsindustrin i Minneapolis, Minnesota, råkar ut för en olycka där han krossas svårt. Han tvingas amputera högerarmen och svåra skallskador åsamkar Freemantle smärtor. Han får minnessvårigheter och blir också mycket lynnig och försöker en gång sticka en plastkniv i sin fru, Pamela Freemantle, och en annan gång försöker han strypa henne. Hon begär skilsmässa och Freemantles psykolog, doktor Kamen, föreslår att han tar en lång semester. Platsen där Freemantle kommer att tillbringa åtskilliga månader är Duma Key, en påhittad privat ö på Floridas västkust. Där möter han sin medhjälpare, Jack Cantori (som han flera gånger blandar ihop med meteorologen Jim Cantore) och den avlagde advokaten Jerome Wireman som är anställd hos Elizabeth Eastlake, en gammal dam som förutom att ha alzheimers även visar sig ha något gemensamt både med Freemantle och Wireman.
Freemantle börjar måla i sitt hus som kallas Salmon Point, men som han kärleksfullt döpt Big Pink. Han upptäcker snart att hans målningar manifesteras i verkligheten.